# Kostel Nanebevzetí Panny Marie a svatého Cyrila a Metoděje
Kostel Nanebevzetí Panny Marie a svatého Cyrila a Metoděje postavený v pozdně barokním stylu dominuje severní části Masarykovu náměstí v Kyjově. Stavební práce na něm probíhaly v letech 1713–1720 dle regulí řádu kapucínů. Od roku 1784 je farním kostelem. Římskokatolický kostel je chráněn jako kulturní památka České republiky.

## Historie

### Plánování stavby
Kostel Nanebevzetí Panny Marie vznikl jako druhý kyjovský kostel. Na konci 12. století byl Kyjov v majetku premonstrátského kláštera Hradisko a jeho opat Michal nechal někdy po roce 1171 postavit první kostel sv. Martina. Myšlenka na vybudování nového kostela v centru města se poprvé objevila po bitvě na Bílé hoře (1621), kdy jako jedinému kyjovskému šlechtici Jiřímu Pogrelovi z Kotčeborovic byl konfiskován majetek, včetně domu, který stál na místě dnešního kostela. Jiří Pogrel, kterému od roku 1611 patřily Strážovice, ztratil dvě třetiny svého majetku – dům, lán polí, zahradu a louku, celkem za 8 500 moravských zlatých. Už dva roky po Bílé hoře byl mrtev a císař Ferdinand II. roku 1626 věnoval majetek městu s podmínkou, že na místě postaví na vlastní náklady kostel ke cti Panny Marie a moravských patronů Cyrila a Metoděje. Návrh vzešel patrně od kardinála Dietrichsteina, který chtěl zajistit, aby kyjovský farář bydlel a sloužil bohoslužby uvnitř městských zdí. Stavba kostela však byla nad finanční možnosti města a zpozdila se téměř o 100 let. Proto zde kardinál založil alespoň bratrstvo Nanebevzetí Panny Marie a před radnicí nechal vztyčit stejnojmennou sochu na iónském sloupu.

### Příchod kapucínů
Počátkem 18. století Kyjov uvažoval o povznesení a rozvoji města, k čemuž potřeboval zvýšení řemeslnické výroby a větší návštěvnost týdenních trhů. K tomu mohla dopomoci stavba kláštera, kterým se město chtělo vyrovnat jiným významným sídlům. Oblíbeným církevním řádem mezi šlechtou i řadovým obyvatelstvem byl tehdy řád kapucínů. Kapucíni stavěli poměrně jednoduché a nenákladné kostely, což byl další důvod, proč se finančně vyčerpané město rozhodlo tímto způsobem.
Důležitou postavou při rozhodování o příchodu kapucínů byl kyjovský rychtář Edmund Wendorf, který se v Kyjově usadil v 90. letech 17. století a oženil se s dcerou primátora Daniela Polanského. Jako antisemita počítal s posílením protižidovských nálad u kyjovského obyvatelstva přivedením kapucínského řádu, který byl mimochodem známý i jako silně protireformační. V roce 1703 do Kyjova přišli vyškovští kapucíni požádat o mošt. Po Novém roce 1707 dva vyškovští kapucíni opět vyhledali Wendrofa při sbírání milodarů. Wendorf sám nadnesl otázku zřízení kláštera v Kyjově a kapucíni ochotně souhlasili a poradili, jak by město mělo při uskutečňování tohoto plánu postupovat. Městská rada jeho návrh přijala. Na stavbu plánovali odevzdat Pogrelův dům se zahradou, který byl v té době již zchátralý (in dedecus civitatis – městu na ostudu) a také kapitál z výnosu pogrelovských pozemků, který činil 1 669 zlatých. Rada byla ochotna přispívat na vydržování 12 mnichů ročně 12 bečkami piva a 24 sáhy dříví na topení. V roce 1710 před příchodem kapucínů do města byl příspěvek zvýšen na 15 beček piva a 30 sáhů dříví.
S vybudováním kláštera souhlasil 26. května 1709 ministr řádu v Římě a také 30. května 1709 císař Josef I. s podmínkou, že klášter může obývat maximálně  dvanáct s tím, že nebudou sbírkami příliš zatěžovat domácí obyvatelstvo. Po ujištění císařské kanceláře z 19. listopadu 1709, že kapucíni nebudou na újmu práv farního kostela (quoad iura parochialia – pokud se týká práv farářových) a kázat budou až po skončení farních bohoslužeb, souhlasila na konci roku s jejich příchodem i olomoucká konzistoř. Kapucíni do Kyjova přišli 19. října 1710. Byli to čtyři mniši a mezi nimi i řádový stavitel Řehoř z Frank. Slavnostního uvítání se účastnil hradišťský krajský hejtman Mikuláš Leopold Otislav z Kopenic. Přítomen byl i představený kapucínského kláštera hradčanského a vyškovského a také několik bratří z koleje brněnské a jihlavské. Olomoucká konzistoř ani zemský úřad zde zastoupeni nebyli.

### Stavba kostela

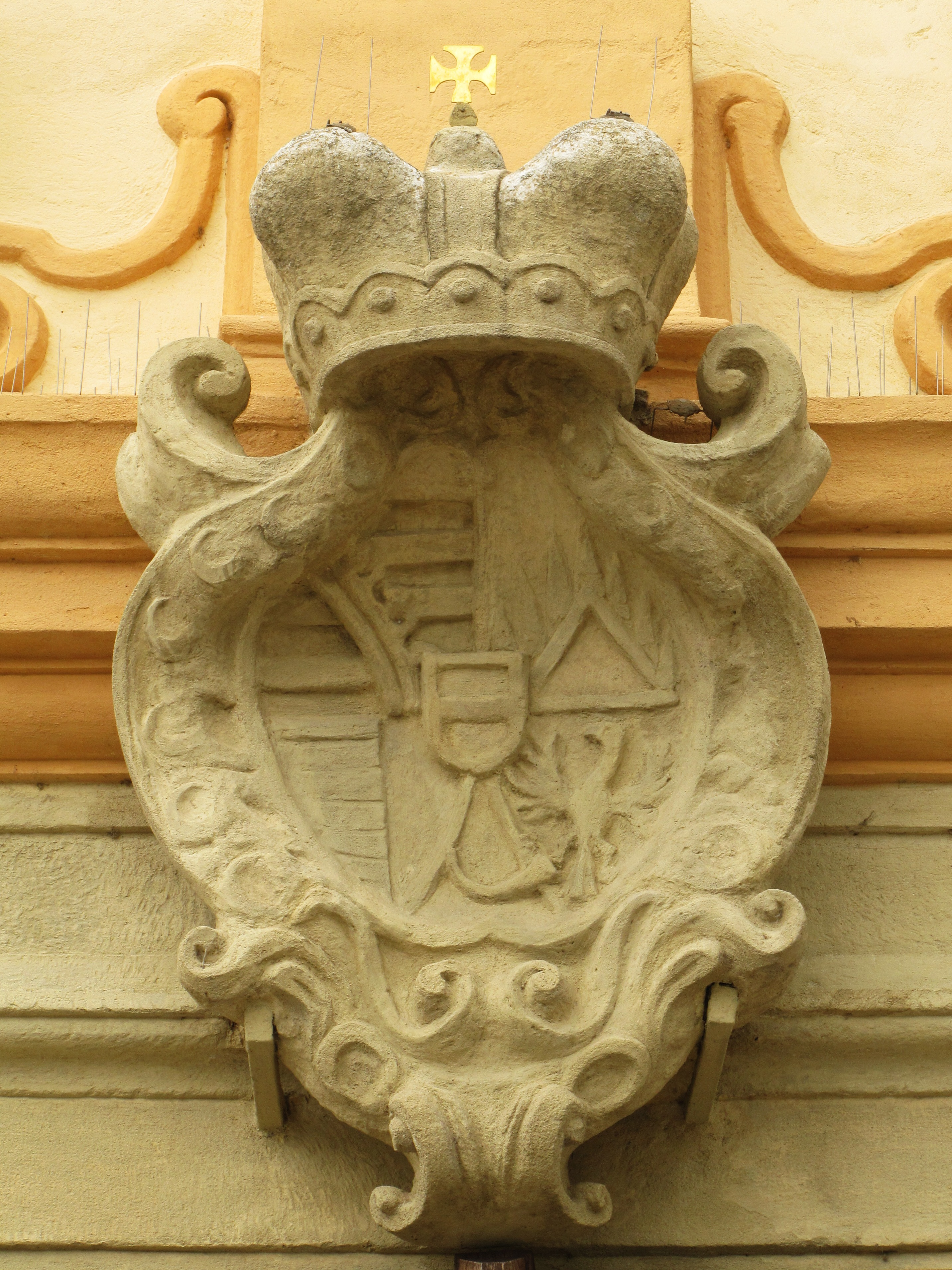
Lichtenštejnský erb nad vchodem do kostela

Povolení ke stavbě dostali kapucíni od konzistoře až 20. října 1712. Základní kámen ke stavbě byl položen 15. května 1713 za přítomnosti milotického hraběte Karla Antonína Serényi s manželkou Terezií a oběma jeho bratry, Josefa Serényi (rytíře řádu sv. Jakuba) a Leopolda Serényi (maltézského rytíře). Samotné místo po pogrelově domě však na stavbu nestačilo a musel být přikoupen sousední dům Gottfrieda Bartolottiho a pekařský domek Jiřího Nekvapila. Asi později byly zakoupeny další dva domy na ulici Hrnčířské (jíž se začalo říkat také Kapucínská, dnes Komenského) a část zahrad jiných domů pro klášterní zahradu. Od milotického hraběte vyprosili povolení ke stavbě vodovodu z Nětčic přes jeho pozemky. (V roce 1728 byl vodovod opravován.) Na stavbu byl darován různý materiál, mimo jiné i pálené tašky na střechu, které byly v tehdejším Kyjově novinkou. Bylo však zjištěno, že na stavbu není dostatek financí a tři roky zde stálo lešení, aniž by bylo využito a práce byla zastavena.
Finanční situace se zlepšila díky hodonínské hraběnce Anně Antonii Czoborové, rozené Lichtenstejnové, která byla poslední z pěti dcer knížete Jana Adama z Lichtenštejna. Ten odkázal 30 000 zlatých na stavbu kapucínského kláštera na některém z lichtenštejnských statcích nebo na jiný účel ve prospěch kapucínského řádu. Uvolnění těchto peněz zdržoval židovský rychtář, který měl vliv u hodonínského purkrabího. Když hraběnka Czoborová purkrabího propustila ze svých služeb, kapucíni opakovali svou prosbu o financování a byli vyslyšeni. Městská rada ještě protestovala proti podobě kostela, kdy schodiště zasahovalo do náměstí. Moravský zemský soud však v roce 1719 rozhodl ve prospěch kapucínů. 18. dubna 1718 byla stavba kostela zahájena a 3. dubna 1720 ukončena. Kostel byl požehnán 29. června 1721, vysvěcen byl až 17. října 1723 olomouckým biskupem hrabětem Františkem Juliánem Braidou. Na upomínku velkorysého dárce byl přes odpor magistrátu nad hlavním vchodem kostela umístěn lichtenštejnský erb. Pozůstalí Jana Adama si 20. dubna 1718 pro sebe a pro svůj rod vymínili právo zakladatele a patrona. Roku 1743 byla přistavěna západní kaple, zvaná také bukovanská. Vybavení kostela bylo strohé, až v roce 1754 byla vystavěna nová kruchta a na ní umístěny varhany získané od servitů z kostela sv. Andělů Strážných ve Veselí nad Moravou.

### Klášter a krypta
Pro klášter byla roku 1738 zřízena menší zahrada u sakristie. Později byly odkoupeny zahrady od sousedních domů a vznikla tak "velká zahrada" od kláštera k palisádovému opevnění města a pak i za ním za městským příkopem, kde vznikla "malá zahrada". Teprve roku 1761 byla dokončena křížová chodba kolem vnitřního čtvercového dvora. Dobré finanční podmínky přiměly kapucíny roku 1760 k přeložení řádového filozofického studia z Třebíče do Kyjova a tak vznikla ve městě první vyšší škola.
Krypta pod kostelem nemohla být kvůli vysoké hladině podzemní vody vyhloubena a tak je podlaha kostela značně nad úrovní náměstí. V kapucínské kryptě pod kostelem nejsou pohřbeni jen řádoví mniši, ale i někteří kyjovští měšťané, jako např. primátor Edmund Wendorf a jeho syn Rudolf († 19. března 1752). František Jurovský (bratr mecenáše Dominika Jurovského, stavitele útulku pro chudé měšťany) se také zasloužil různými dary o usazení kapucínů ve městě a po smrti 15. dubna 1744 byl uložen do kapucínské hrobky. Jsou zde pochováni i primátor Jan Filip († 23. listopadu 1757), Apologie Jurovská a Helena Lvová ze Sobůlek, která díky odkazu 1 000 zlatých zajistila klášteru 100 sáhů dříví z buchlovských lesů. Celkem je zde pohřbeno asi 40 lidí. Těla kapucínů byla položena přímo na zem a pod hlavu dána cihla. Ostatní zemřelí byli pohřbeni v rakvích.

### Farní kostel

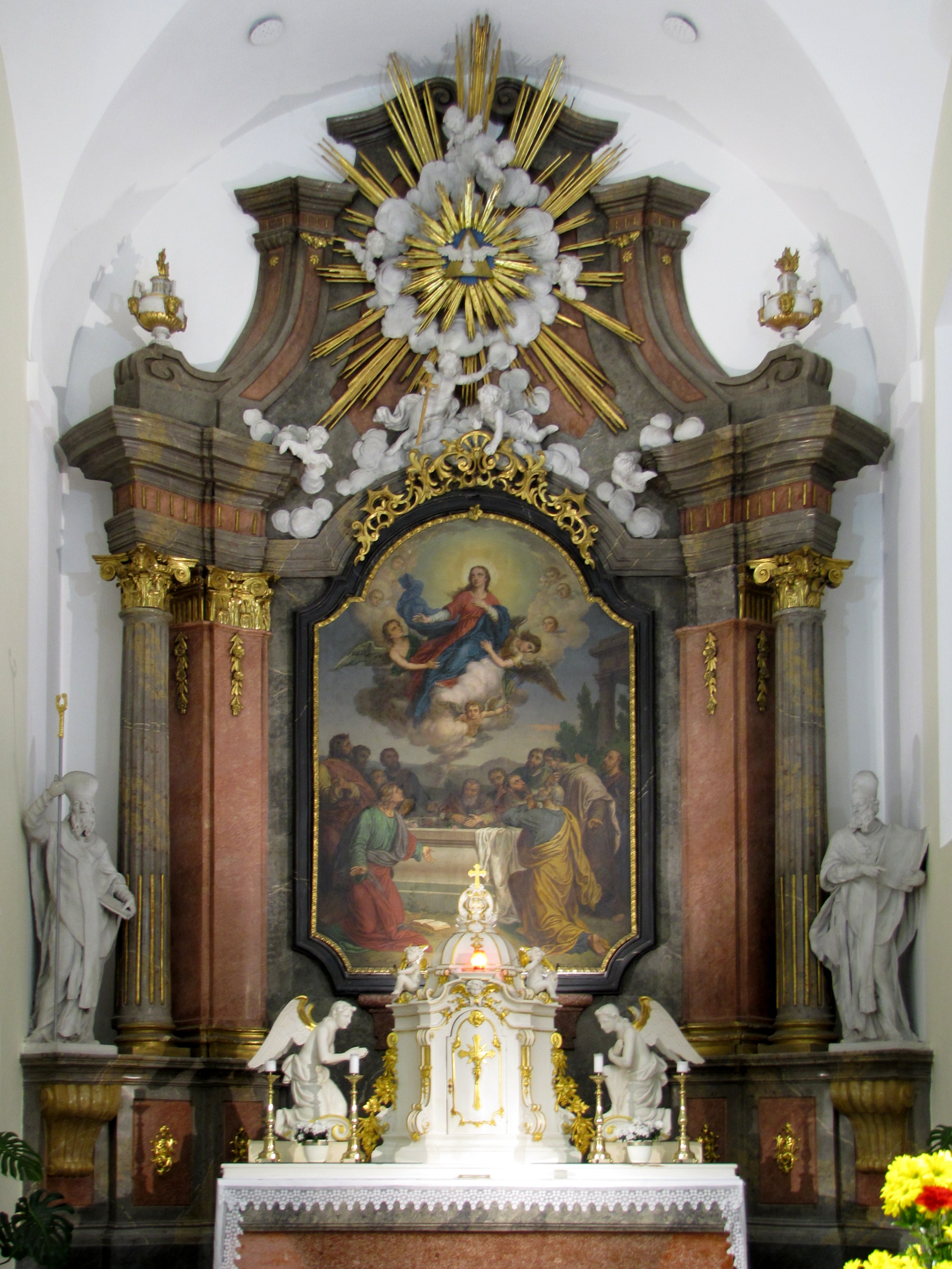
Hlavní oltář s obrazem Nanebevzetí Panny Marie od Josefa Zeleného z roku 1880

Nástup josefinských reforem znamenal i konec kapucínského řádu v Kyjově po 74 letech. Zrušení kláštera bylo kapucínům oznámeno 14. října 1784 a na odchod jim byla dána lhůta tří měsíců, tj. do 14. ledna 1785. Od 4. února se začalo prodávat veškeré klášterní zařízení. Město nakonec 3. března 1785 odkoupilo klášterní budovu za 800 zlatých, velkou zahradu (80 zlatých), malou zahradu (50 zlatých) a budovu vrátného (80 zlatých). Umístilo sem skladiště soli a později školu, svatomartinský špitál a do roku 1803 zde ubytovávalo kooperátory. Do zdejších prostor chtěla městská rada přestěhovat i faru, ale bývalý klášter byl pro tento účel nevyhovující a jeho přestavba by byla nákladná. Po dvaceti letech byly rozparcelovány klášterní zahrady a prodány na stavební místa. V roce 1787 bylo zřízeno kyjovské děkanství.
Kostel byl 19. listopadu 1784 prohlášen za farní. Starý kostel svatého Martina byl odsvěcen, v roce 1807 vyhořel a roku 1833 byla na jeho místě postavena kaple svatého Josefa. Nevýhodou 600 let starého kostela byla jeho poloha mimo opevnění města (trpěl častými nájezdy) a také nedostatečná kapacita. Svatomartinský kostel měl prostory pro 696 věřících, nový pak pro 1 152 věřících. Při této změně musel kostel projít i některými stavebními úpravami. Za hlavním oltářem byl zrušen mnišský chór a oltář byl posunut více dozadu, čímž se presbytář zvětšil. Původní dřevěný oltář byl nahrazen zděným, mramorovým a pozlaceným. Pro oltář byl za 162 zlatých zakoupen obraz od vídeňského malíře Antona Maulbertsche a po stranách byly umístěny sochy sv. Cyrila a Metoděje od brněnského sochaře Ondřeje Schweigla. Oltář byl dokončen v roce 1792 za 1113 zlatých. 

### Úpravy po roce 1800
19. a 20. století už pro kostel znamenalo drobné jen úpravy. Po roce 1802 byla postavena nová kazatelna a křtitelnice, pocházející opět z dílny Ondřeje Schweigla. V letech 1823 a 1826 vznikly boční oltáře sv. Barbory a sv. Josefa s obrazy obou světců, které namaloval v roce 1855 Josef Hübner. V roce 1880 byl původní oltářní obraz nahrazen obrazem od malíře Josefa Zeleného. Roku 1885 byly před kostel umístěny sochy sv. Cyrila a Metoděje. 1899 byl vybudován nový svatostánek. V roce 1910 byla nad vchodem namalována freska Matky milosrdenství s Ježíškem. Některá okna byla v roce 1915 opatřena vitráží. Podle návrhu Jano Köhlera v roce 1928 vymaloval interiér Antonín Sychra a malba byla obnovena ještě v letech 1955 a 1973. V roce 1936 byly zakoupeny nové varhany. Roku 1973 byla provedena nová elektroinstalace a úprava interiéru podle nové liturgické reformy. O rok později byla u vchodu zhotovena předsíň. V roce 1985 byly pořízeny nové zpovědnice a zdvojená okna v sakristii a na oratoři. Následující rok byla položena mramorová bílo-černá dlažba v presbytáři.

## Exteriér
Jednoduché průčelí kostela je typické pro kapucínské kostely a je orientováno na jih. Nad hlavním vchodem je zavěšen kamenný erb Lichtenštejnů jako zakladatelů kostela. Nad erbem je freska Matky milosrdenství s Ježíškem ve sgrafitovém rámu z roku 1910 od akademického malíře Jano Köhlera, který ve městě vyzdobil sgrafity více budov. Ještě výše je jednoduchá rozeta. Je rozdělena na dvanáct částí, ovšem z venkovního pohledu je vidět jen jednodušší čtyřdílné zasklení. Na trojúhelníkovém štítu se dvěma malými okny je uprostřed ztvárněn jednoduchý bílý kříž. Menší vchod vlevo vede do tzv. bukovanské kaple zasvěcené svatému Martinovi. Ta byla postavena v roce 1743. Druhý vchod vpravo je vstup do křížové chodby, ze které se vstupuje na kruchtu a také do krypty pod kostelem. Proto je nad vchodem vytesán latinský nápis: DOMUM PORTAM ET TUMULUM PATER FRANCISCE VISITA ET HEVAE PROLEM MISERAM ASOMNO MORTIS EXCITA (volný překlad: Touto branou navštiv Otče Františku a probuď ze spánku smrti ubohé pokolení Evino.). Ke kostelu vede osm schodů po celé šířce průčelí kostela. Schodiště je zábradlím rozděleno na tři části. Po stranách schodů byly v roce 1885, při příležitosti tisíciletého výročí úmrtí svatého Metoděje, umístěny sochy sv. Cyrila (vlevo) a sv. Metoděje (vpravo). Kostel nemá věž a jako farní zvonice slouží kaple sv. Josefa. Kostel má pouze sanktusník s malým zvonem, ulitým v roce 1711. Zvon je zasvěcen Nanebevzetí Panny Marie a sv. Cyrilu a Metoději. Oprava čelní fasády kostela proběhla v roce 2024, během níž došlo k novému nátěru fasády, opravení pískovcových prvků okolo oken a k výměně oken, které by v budoucnu mohly být doplněny barevnými vitrážemi.

## Interiér

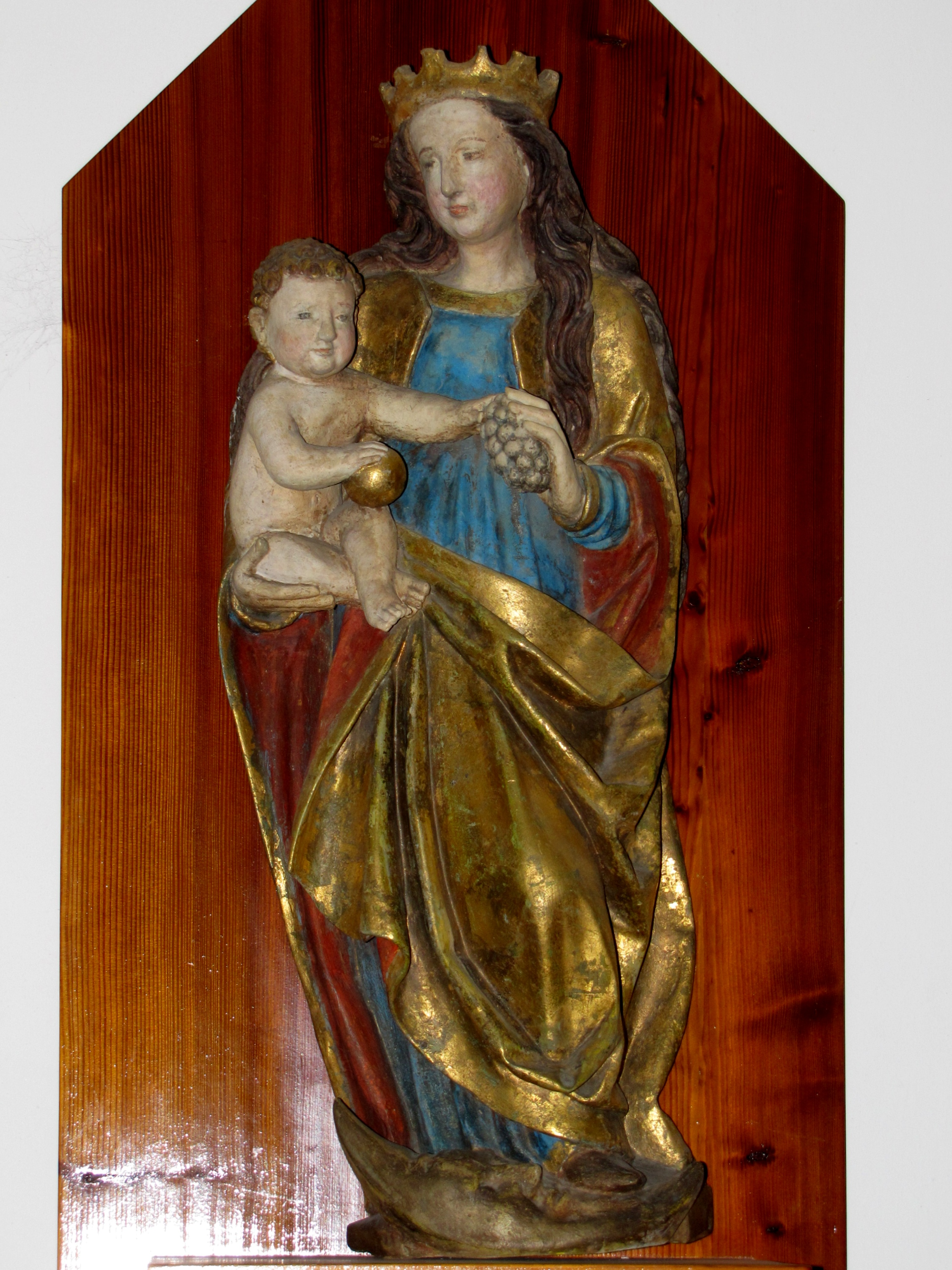
Kyjovská madona

Křížová cesta z 19. století namalovaná podle vídeňského akademického malíře českého původu Josefa Führicha ve stylu nazarénismu lemuje stěny pod kůrem a v přilehlé boční lodi. Na severní stěně boční lodě byl nad oltářem zavěšen obraz sv. Martina od Jindřicha Poláška. Jedná se o olej na plátně z 19. století. V nynější době je obraz umístěn v chodbě kostela. 
Dřevěné masivní kostelní lavice pocházejí z let 1834–1836 (v letech 2011–2012 byly renovovány).
Okna jsou zdobeny vitrážemi. Zprava od vchodu při pohledu k oltáři jsou zobrazeni: sv. Terezie, sv. František, v presbytáři sv. Alžběta, Madona s Ježíšem. V boční kapli směrem od oltáře pak Božské Srdce, Srdce Panny Marie a sv. Martin.
Součástí kostelního mobiliáře je též barokní relikviář pocházející z 18. století. 

### Sochařská výzdoba
Nejcennějším sochařským dílem v interiéru je tzv. kyjovská nebo též vinařská madona. Jedná se o  dřevořezbu z lipového dřeva pocházející z období kolem roku 1500, pravděpodobně z dílny mistra Hanuše. Ztvárňuje Pannu Marii stojící na půlměsíci, v pravé ruce drží Ježíška a levou rukou mu podává hrozen. Pochází patrně ze zrušené kaple sv. Dominika v chudobinci Dominika Jurovského na Jungmannově ulici. Originál sochy byl od 60. let 20. století umístěn v depozitáři, v srpnu 2016 vystaven jeden den v kostele a pak předán k průzkumu a restaurování. V roce 2023 byla vytvořena speciální bezpečnostní schránka, díky které se Madona mohla vrátit zpět do kostela. V interiéru jsou dále dvě barokní dřevěné sochy sv. Anny Samotřetí a  sv. Jana Nepomuckého. Součástí křtitelnice je zobrazení scény křtu Páně se s sv. Janem Křtitelem. Sochy Nejsvětějšího Srdce Ježíšova a Neposkvrněného Srdce Panny Marie jsou dílem Franty Uprky. Na bočním oltáři sv. Barbory socha Panny Marie Lurdské. U vstupu do boční kaple sochy sv. Antonína Paduánského, Judy Tadeáše a sv. Františka.
Boční lodi sv. Martina dominuje dřevěný krucifix pod nímž je zasazena Pieta, obě umělecká díla z 18. století, prošly v nedávné době restauračními pracemi.

## Monstrance a kalich
Mezi poklady kostela se řadí dvě mistrovské zlatnické práce. Jedná se o starobylou, gotickou monstranci věžovitého typu, kterou v roce 1603 nechal zhotovit brněnský probošt Eliáš Hovorius z Vyškova z odkazu Ludmily Bzenecké, dcery prvního kyjovského primátora Václava staršího Bzeneckého. Věnovala ji ještě původnímu farnímu kostelu sv. Martina. Během napoleonských válek v roce 1810, kdy císař František I. Rakouský nařídil prodej zařízení z kostelů na válečná vydání, ji měšťané vyplatili a tak mohla i nadále zůstat v Kyjově. 
Asi 50 cm vysokou stříbrnou monstranci vyrobil brněnský zlatník Lorenc Austerlizer. (Ve štítku je monogram LA a brněnský znak.) V horní části je jehlan, na jehož vrcholu je Kristus na kříži. Umístěny jsou zde i znaky města Kyjova, Eliáše Hovoria (lilie a brána se třemi štítky cimbuří a nápis E. H. P. B. 1603) a Ludmily Bzenecké z Vlkové (patrně kráčející čáp a iniciály L. B. Z. V.). V dolní části jehlanu je pod baldachýny šest litých figurek neznámých světců. Uprostřed nich zřejmě stojí Kristus. Na malých konzolách stojí lité figurky Jana Evangelisty a Panny Marie. Na vznik monstrance upomíná latinský nápis: ELIAS DE VISCOVIA V.I.D. PROTH. APL. S. CAES. M. CONS. PRAEP. BRVNEN. SCHOLAST. ET CAN. OLOMOV. EX TESTA. D. LVDMILLA BZENECZKA F. F. 1603. Na spodní části podstavce je uvedeno, že v roce 1810 byla monstrance opravena (… conservata fuit posteris) a roku 1983 doplněna fiálami (celkem je jich 6) a pozlacena. Dnes je uložena v klenotnici Arcidiecézního muzea v Olomouci Farníci ji mohli vidět při liturgii u příležitosti slavnosti tzv. Božího těla v roce 2023.
Součástí farního pokladu je i barokní kalich skvělé kovotepecké práce. Nyní je propůjčen Arcidiecéznímu muzeu v Olomouci a návštěvník jej může obdivovat v klenotnici muzea.  

## Fotogalerie

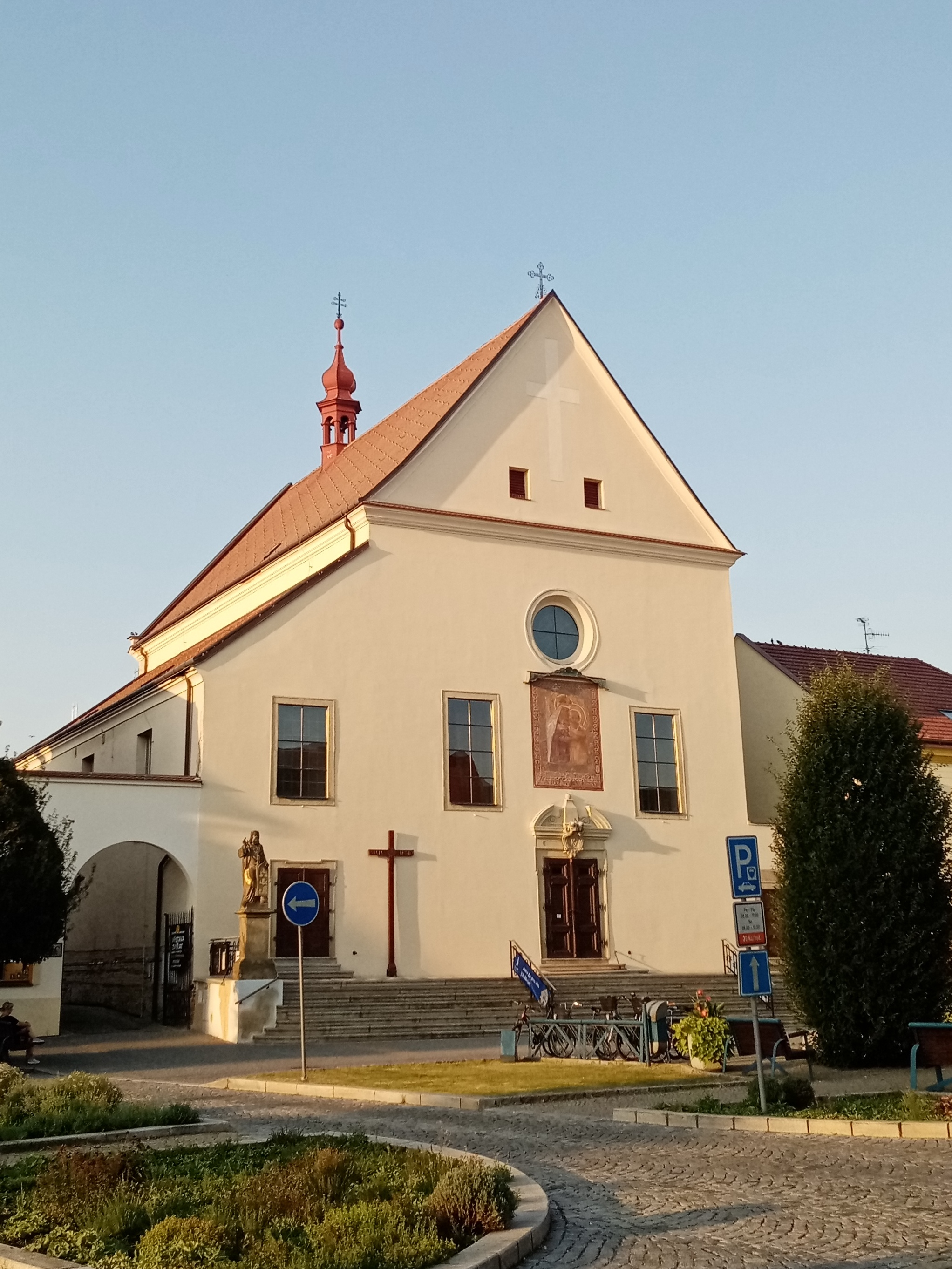
Přední opravená fasáda kostela
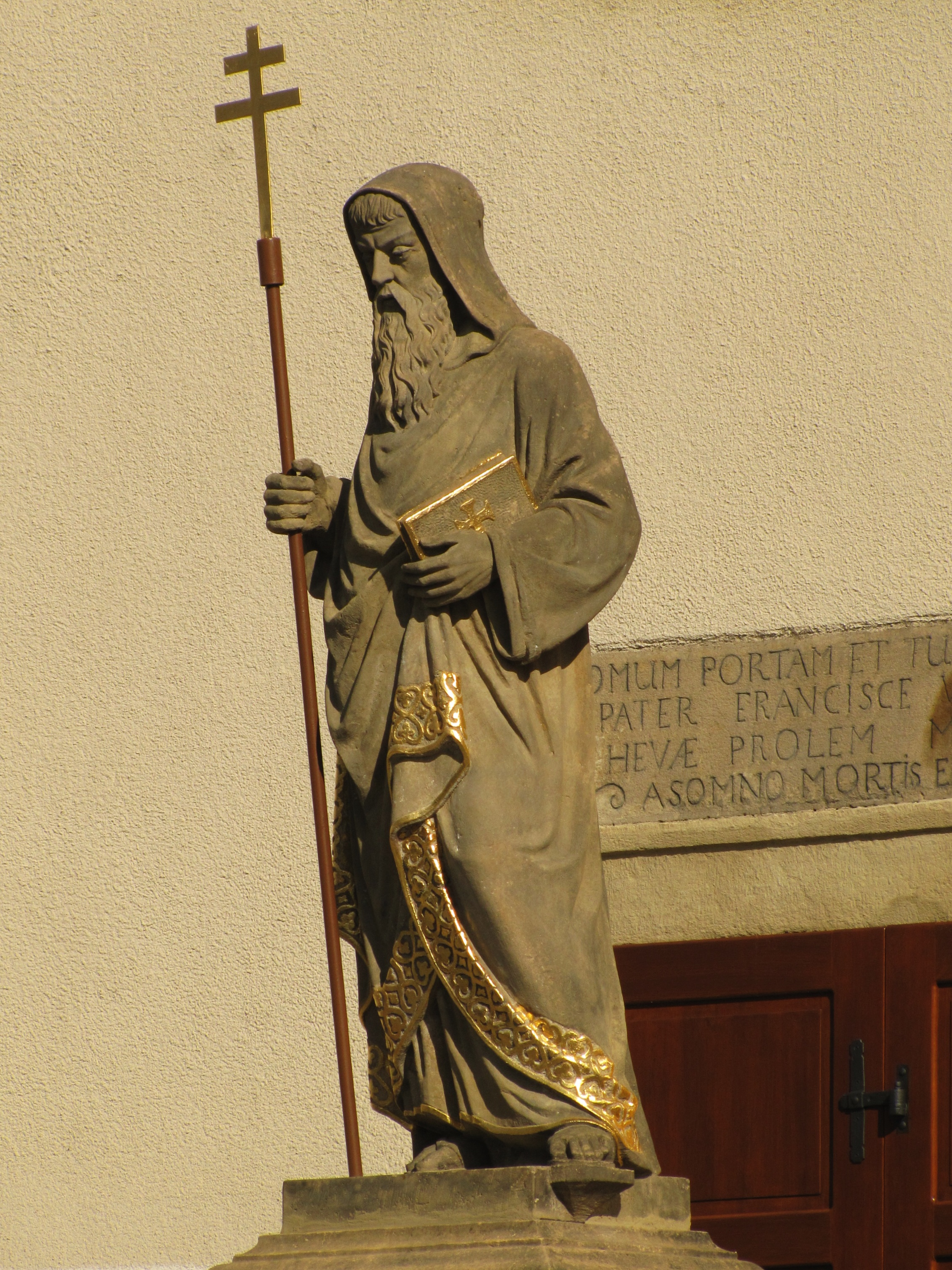
Socha sv. Cyrila z roku 1885
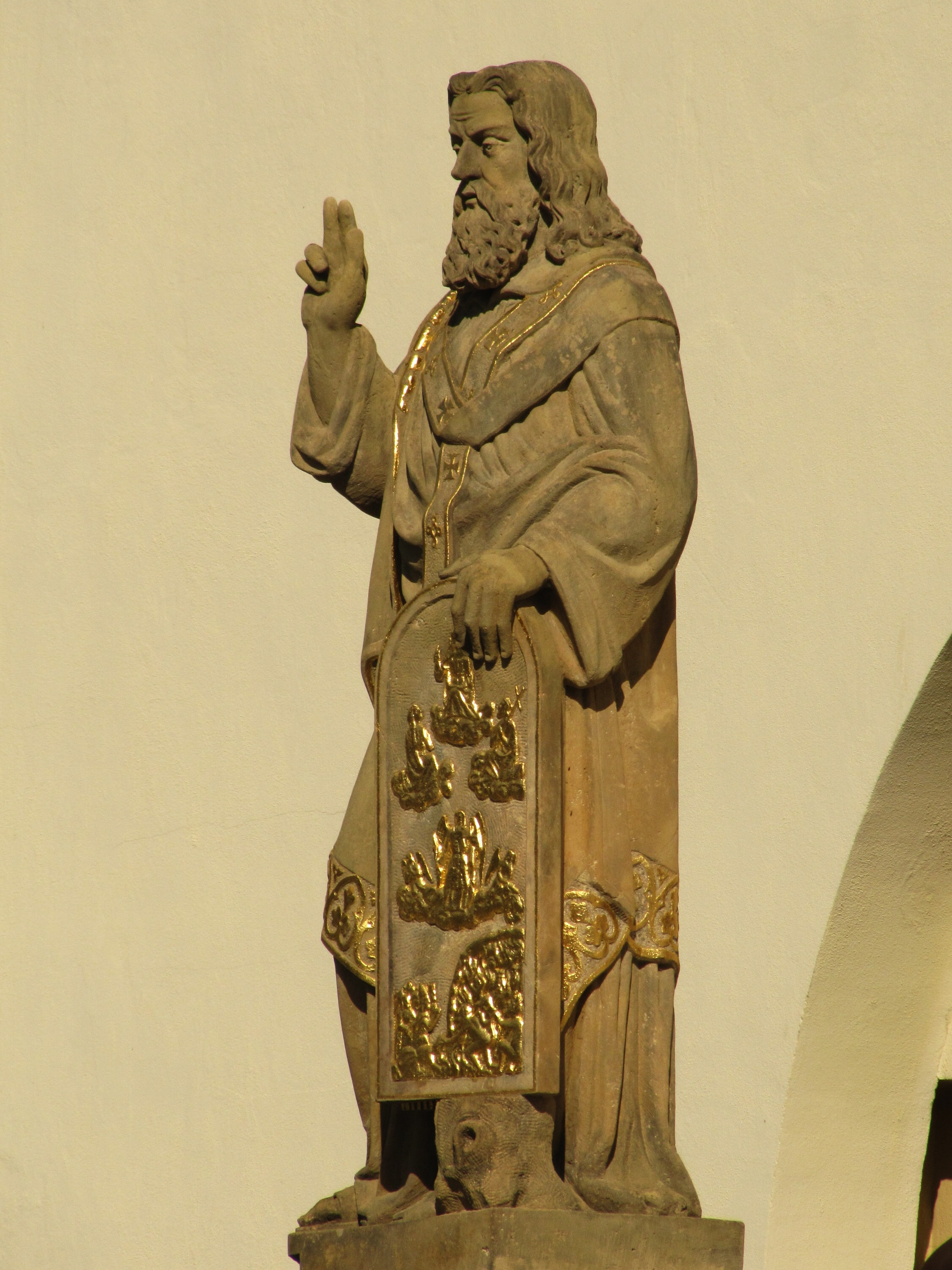
Socha sv. Metoděje
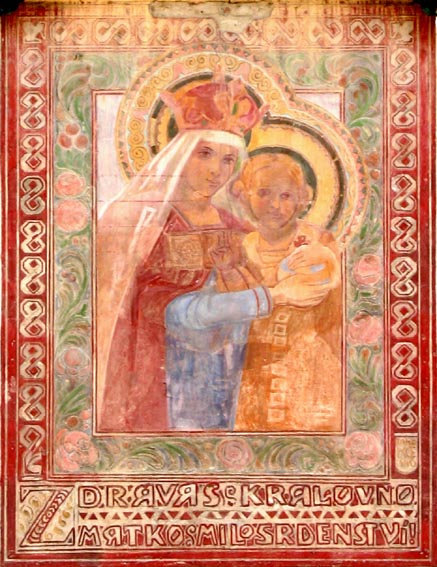
Obraz Matky milosrdenství s Ježíškem nad hlavním vchodem od Jano Köhlera (1910)
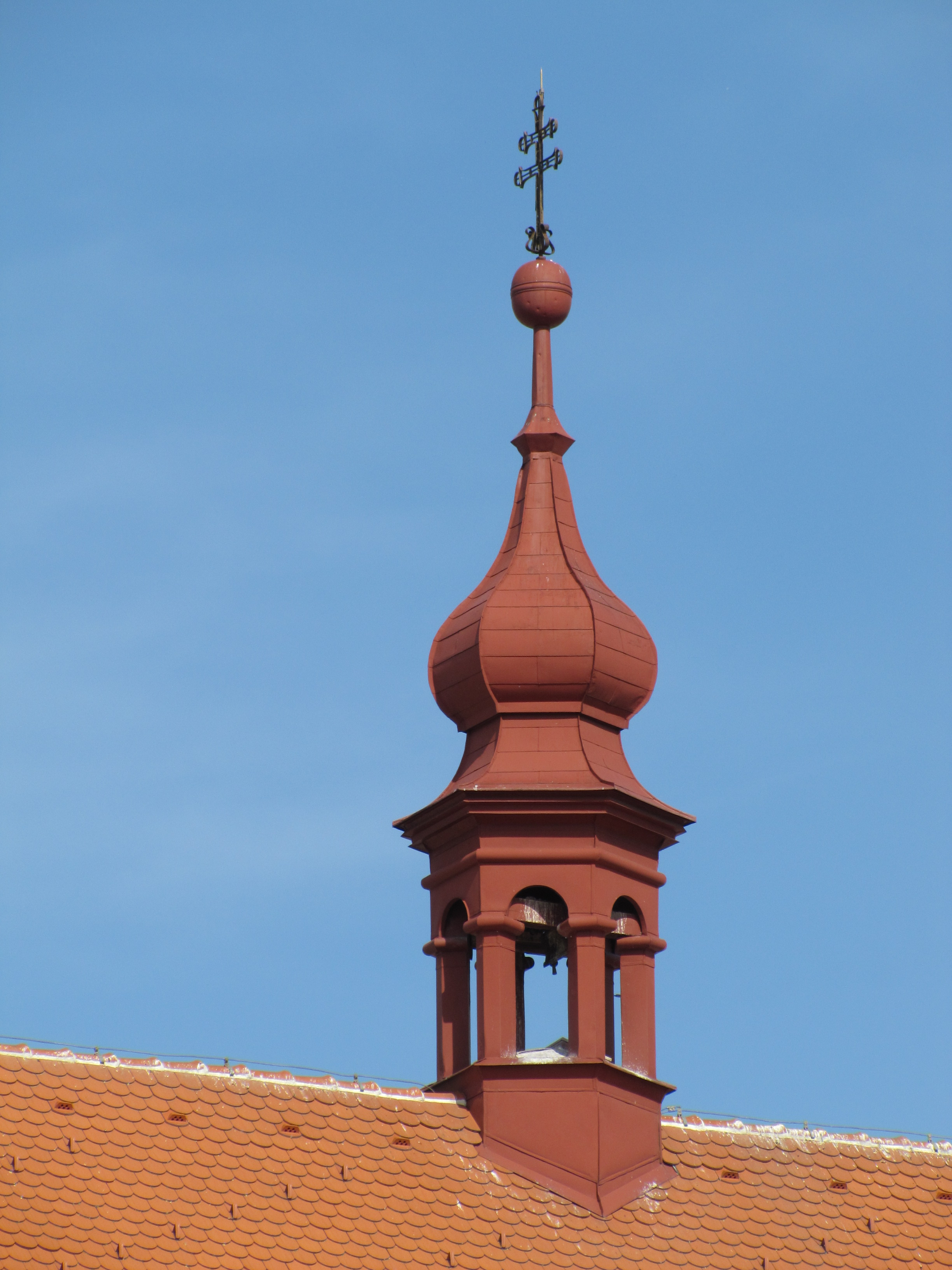
Sanktusník
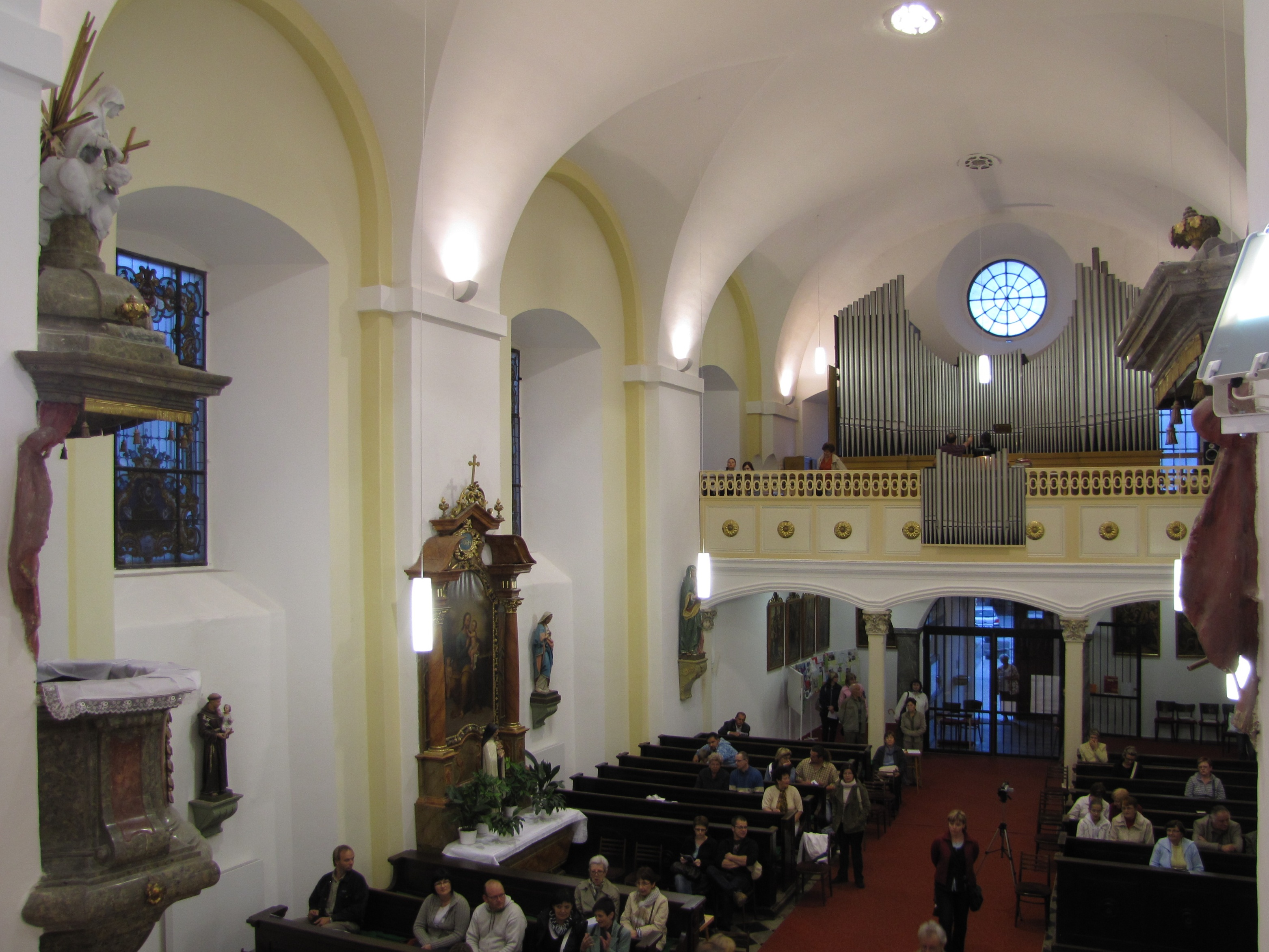
Interiér kostela – pohled z oratoře
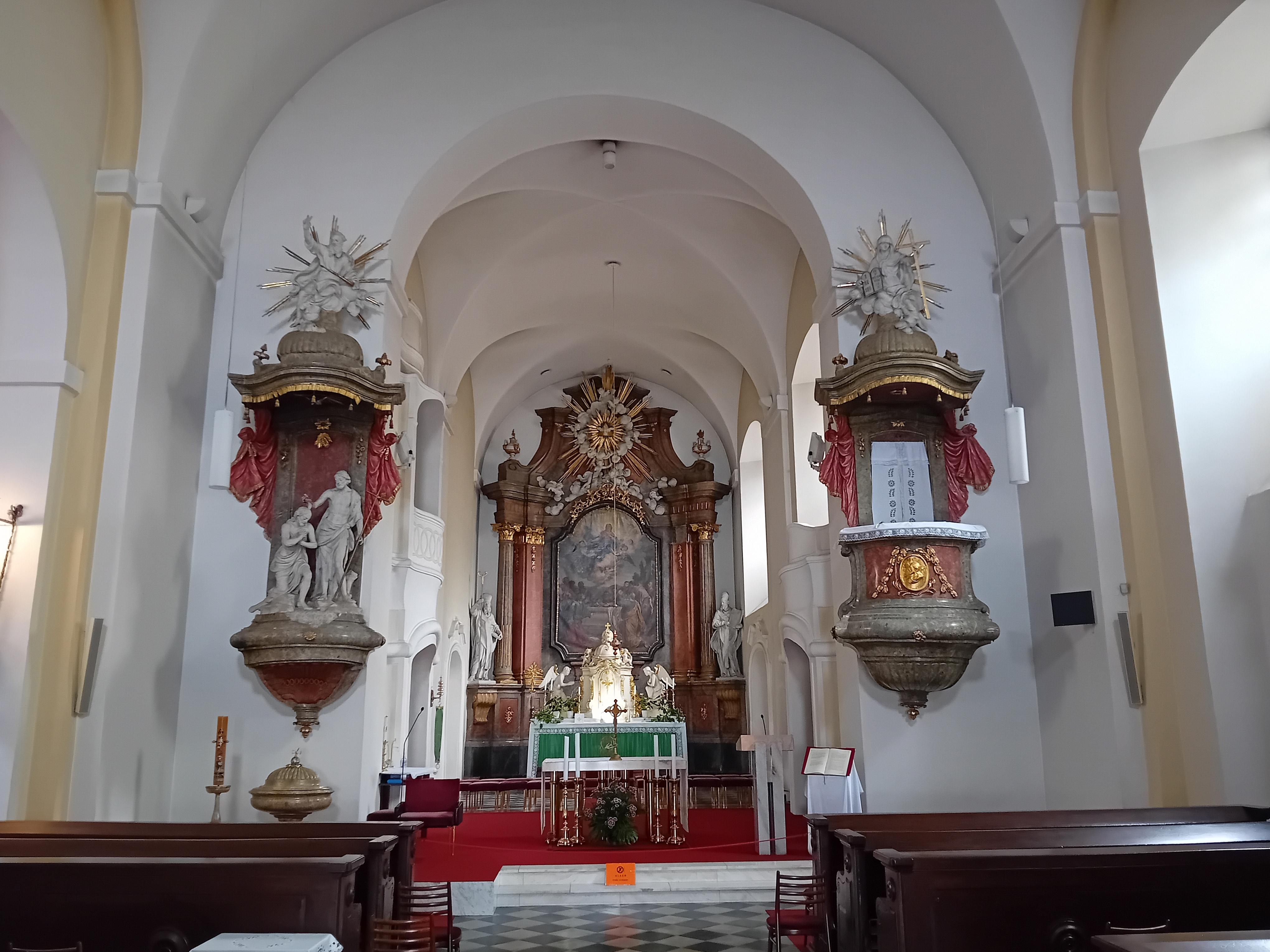
Hlavní oltář
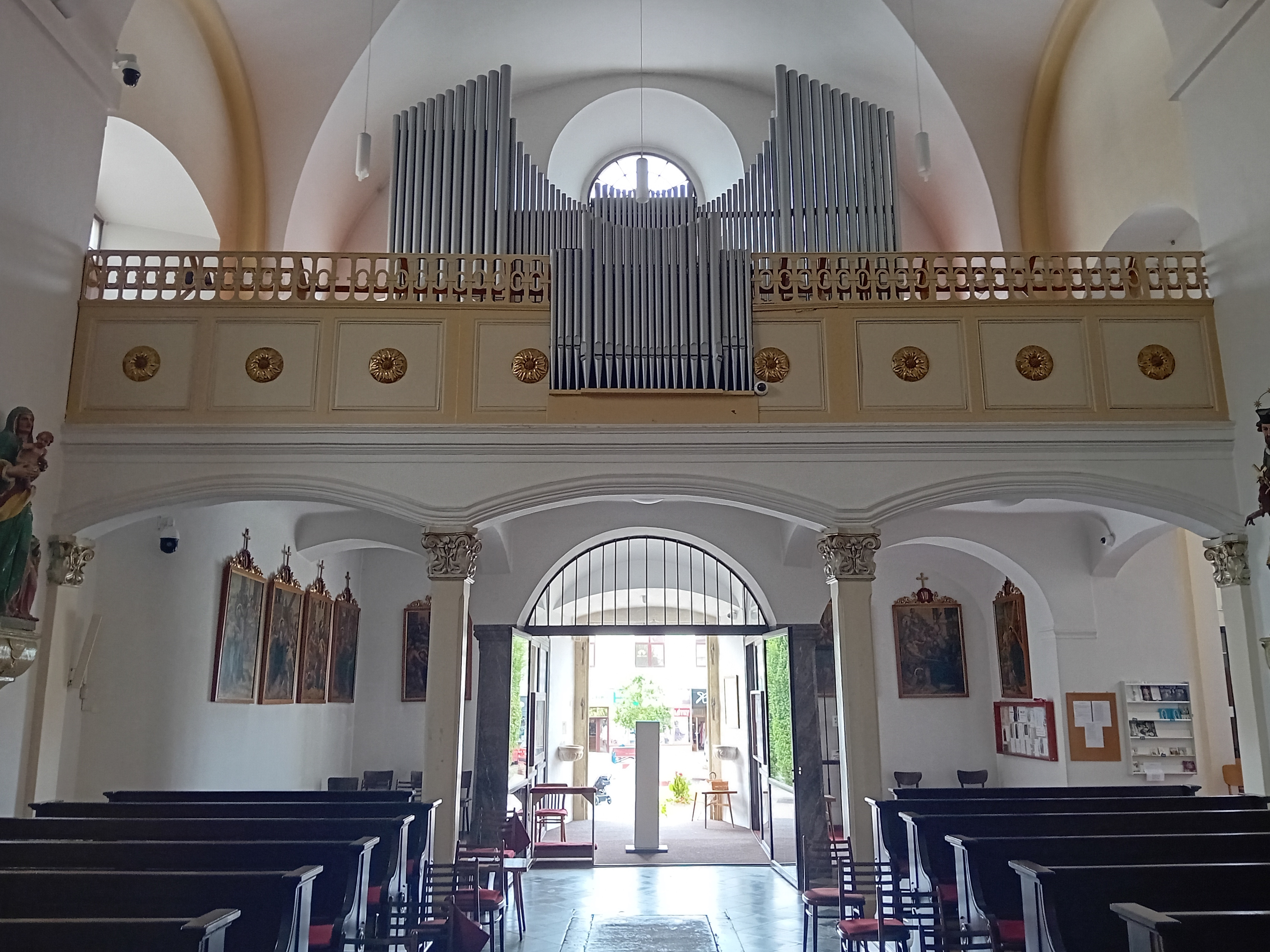
Kruchta s varhanami a hlavní vchod
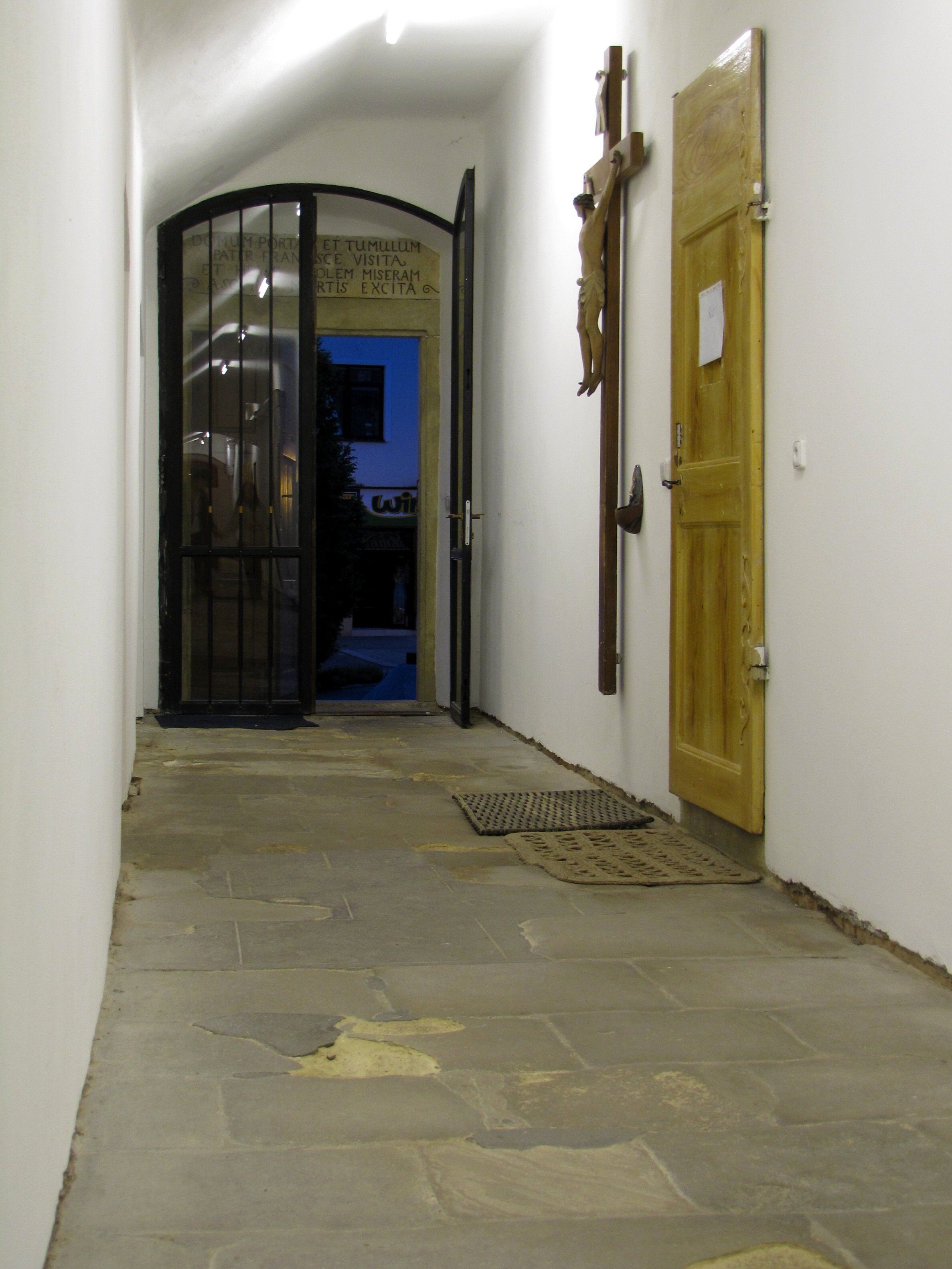
Boční chodba s vchodem na kůr
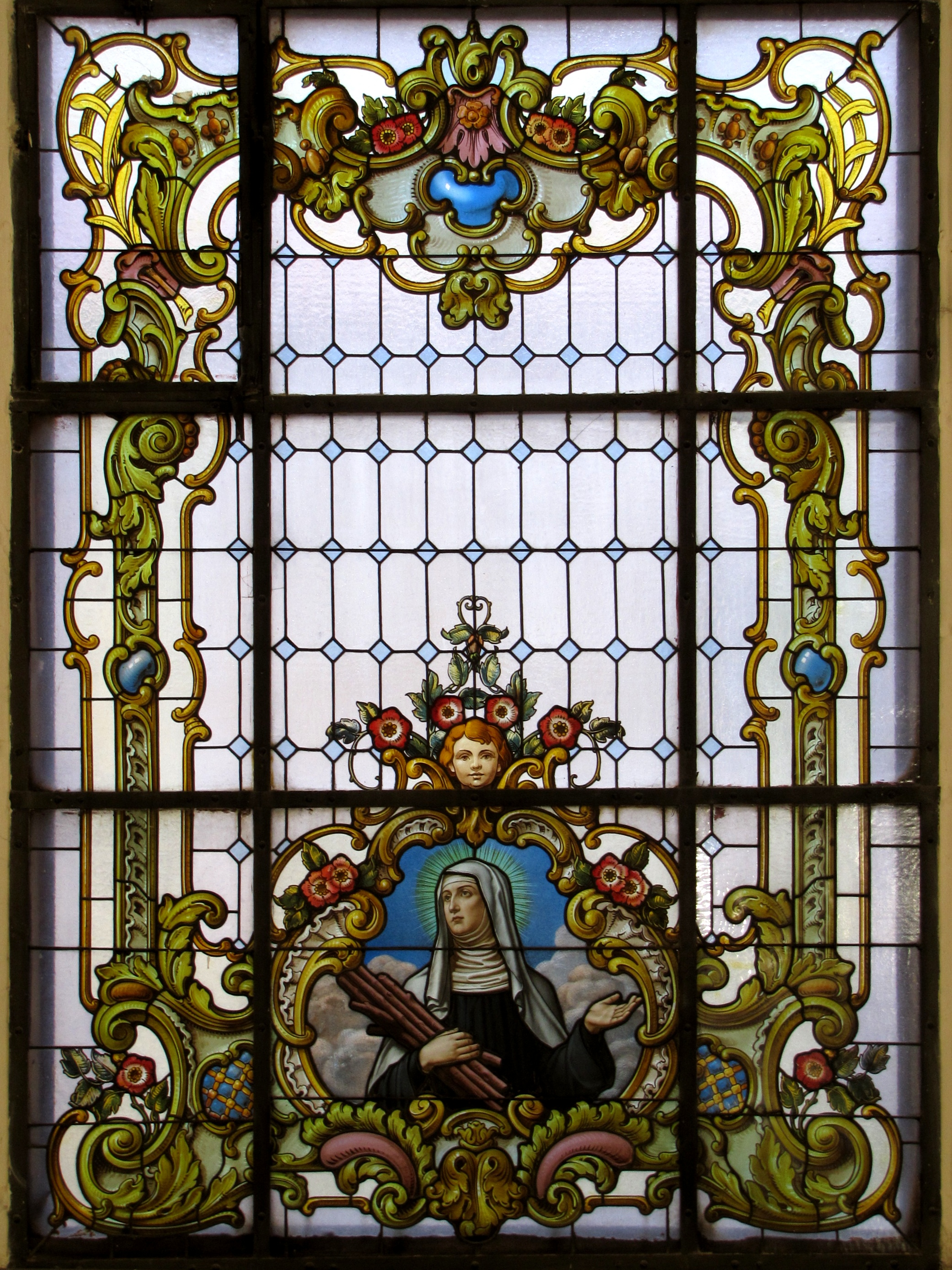
Okenní vitráž
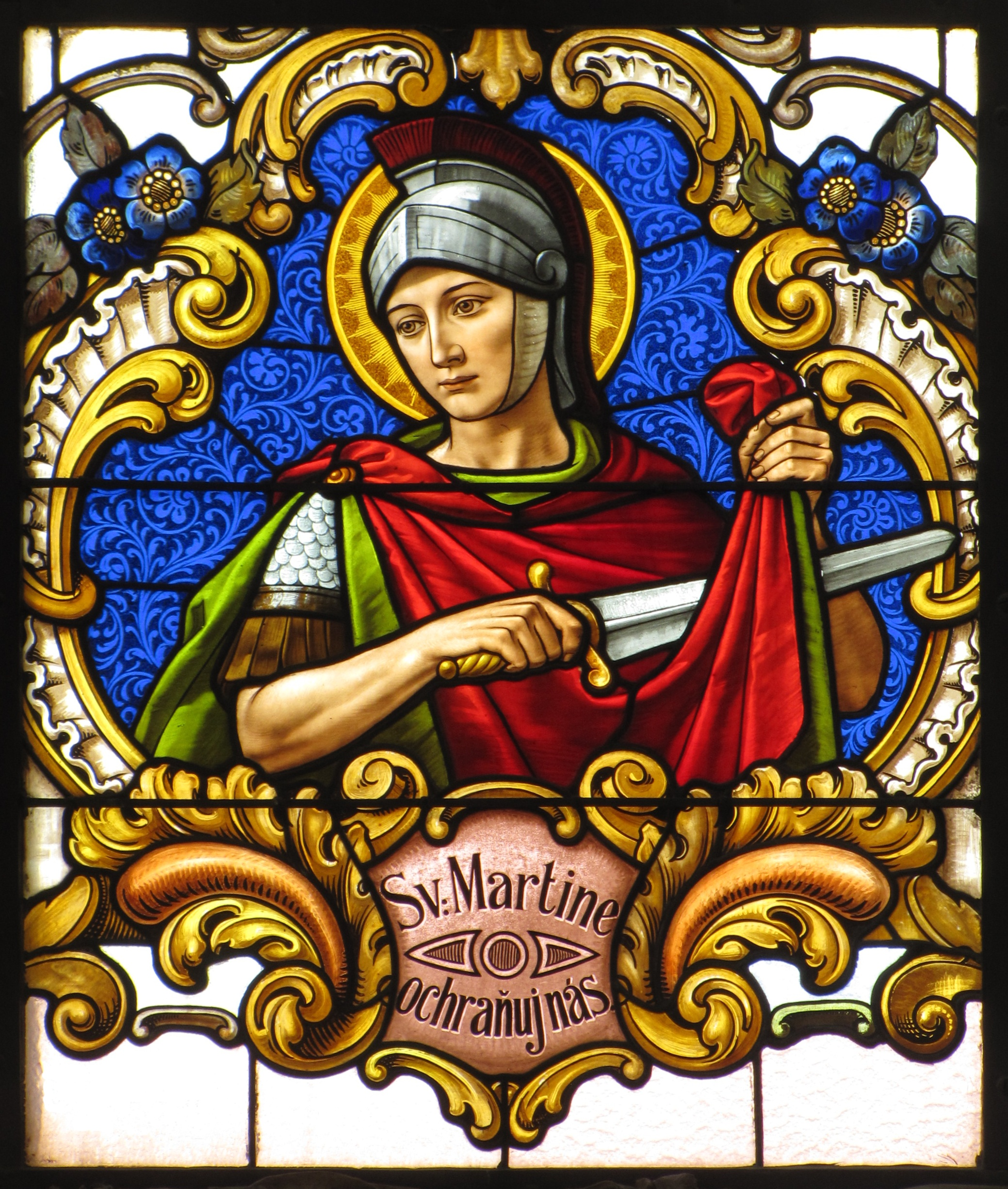
Vitráž – Svatý Martin
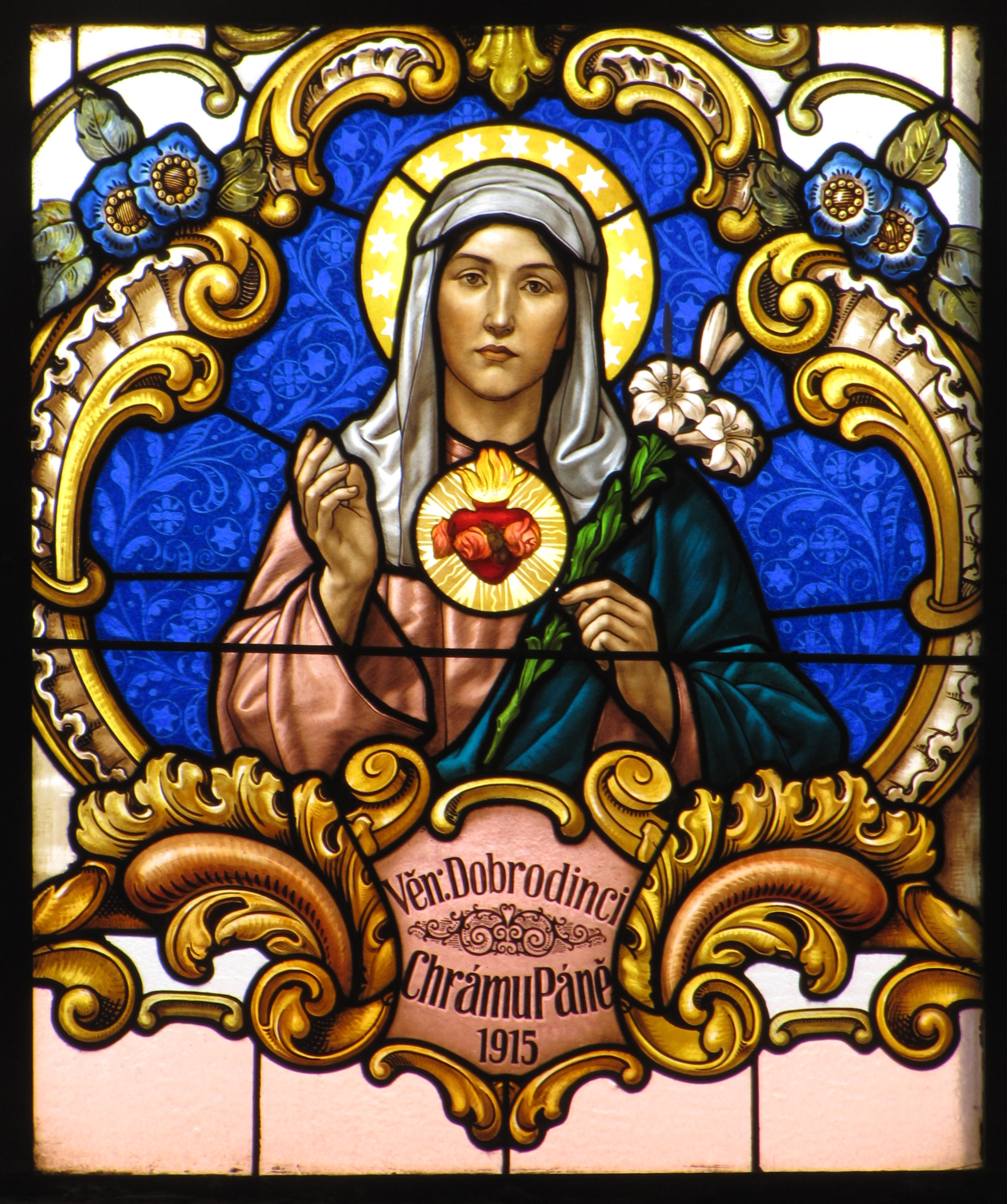
Vitráž – Srdce Panny Marie
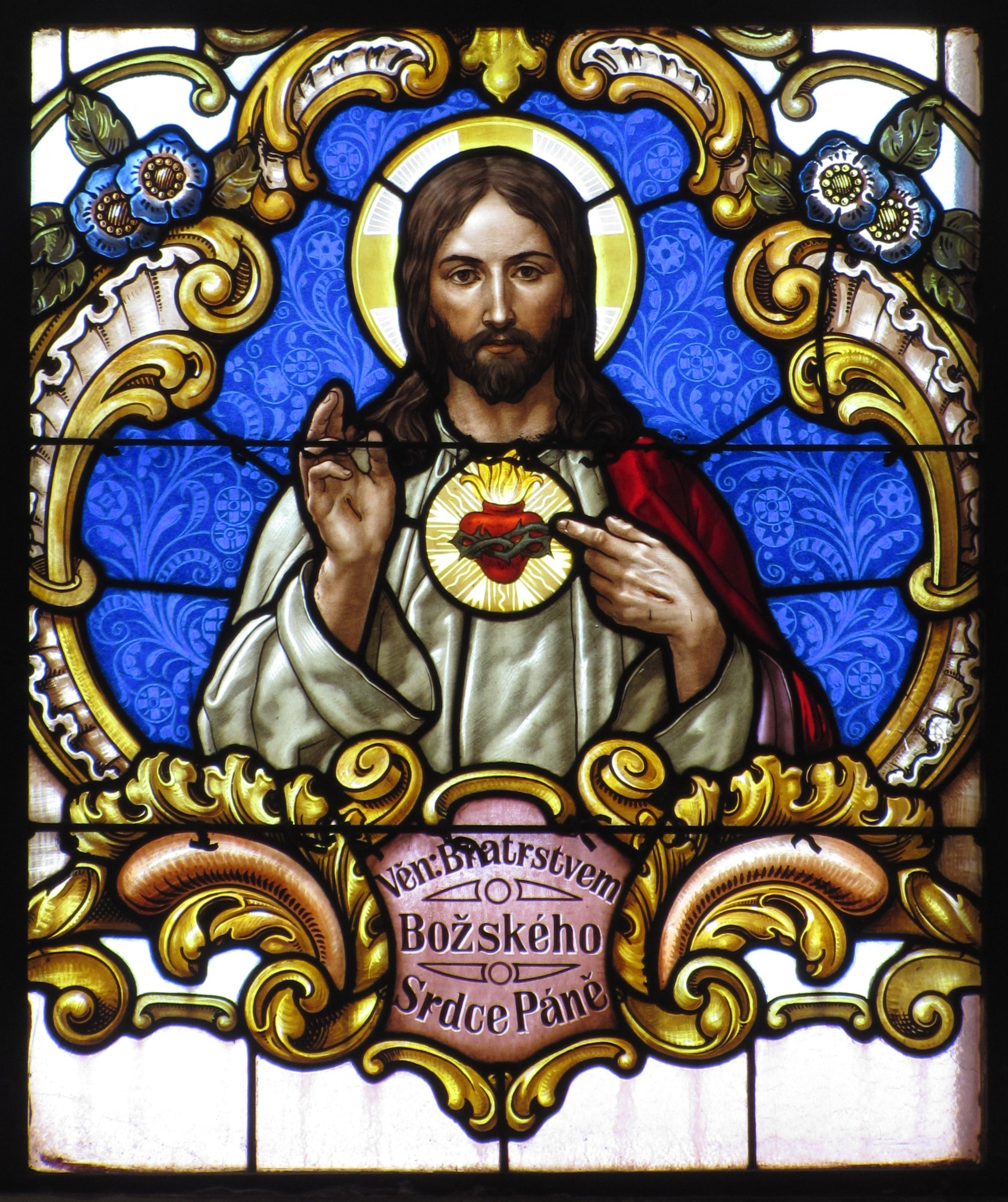
Vitráž – Srdce Páně
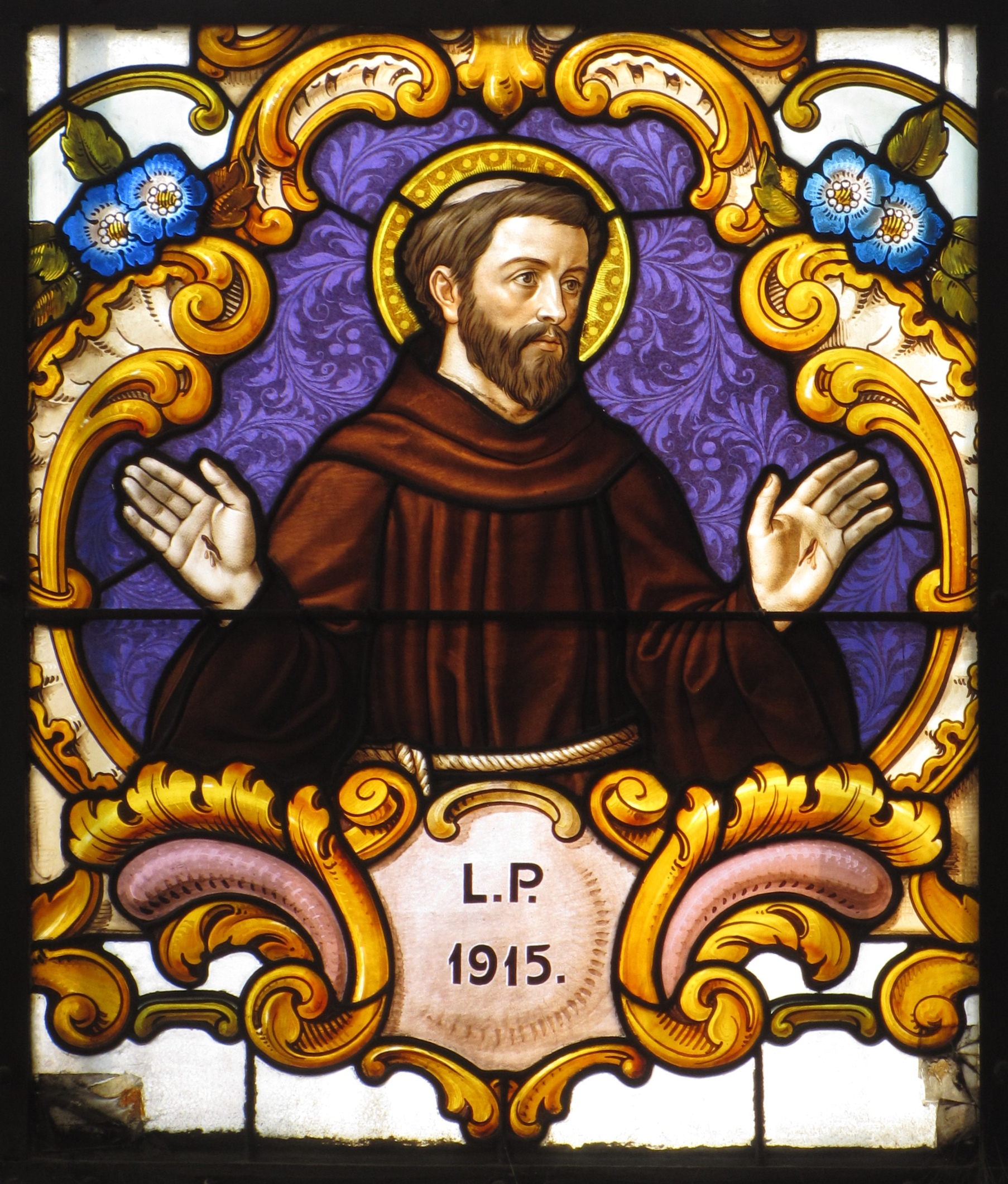
Vitráž – Svatý František
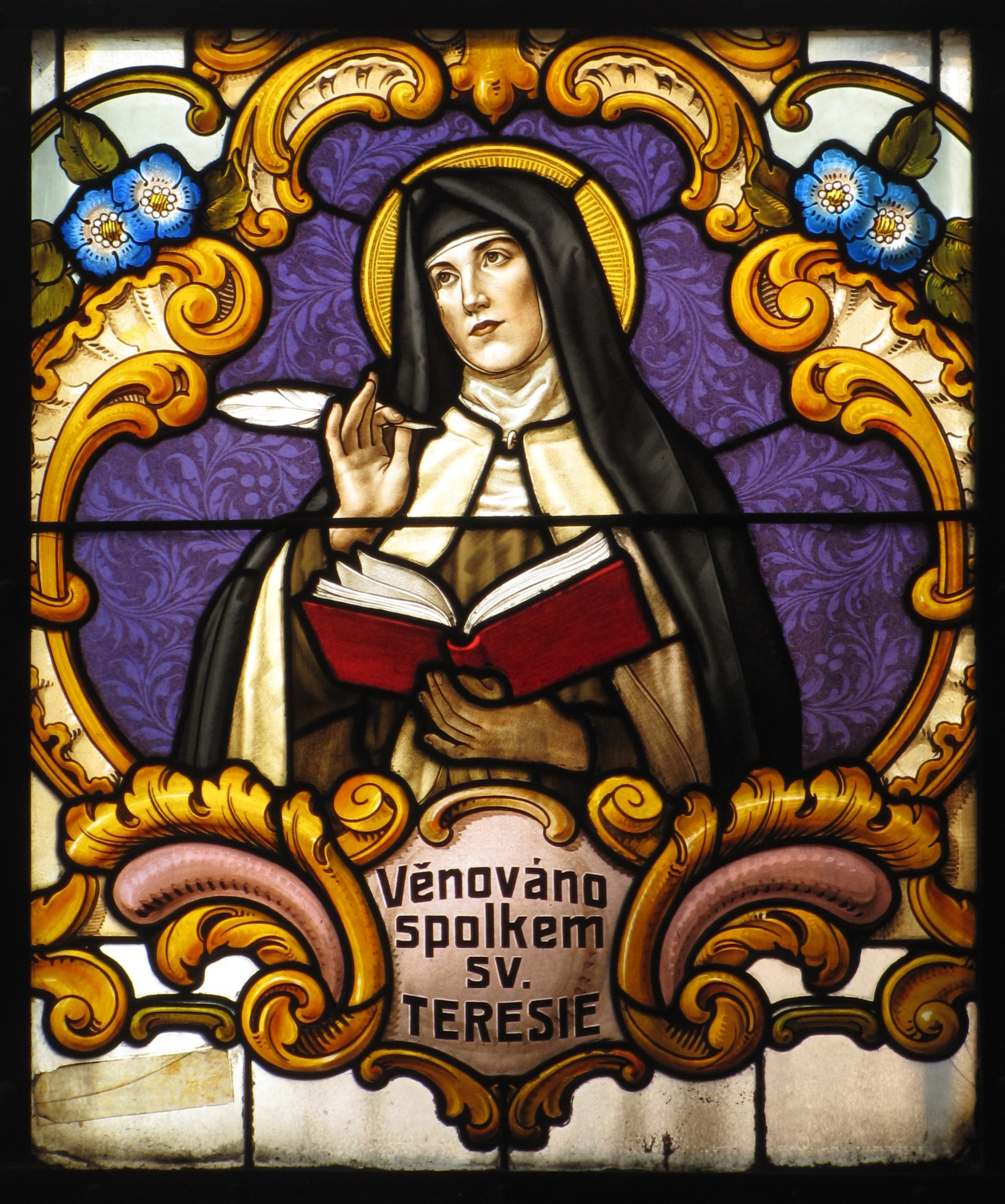
Vitráž – Svatá Terezie
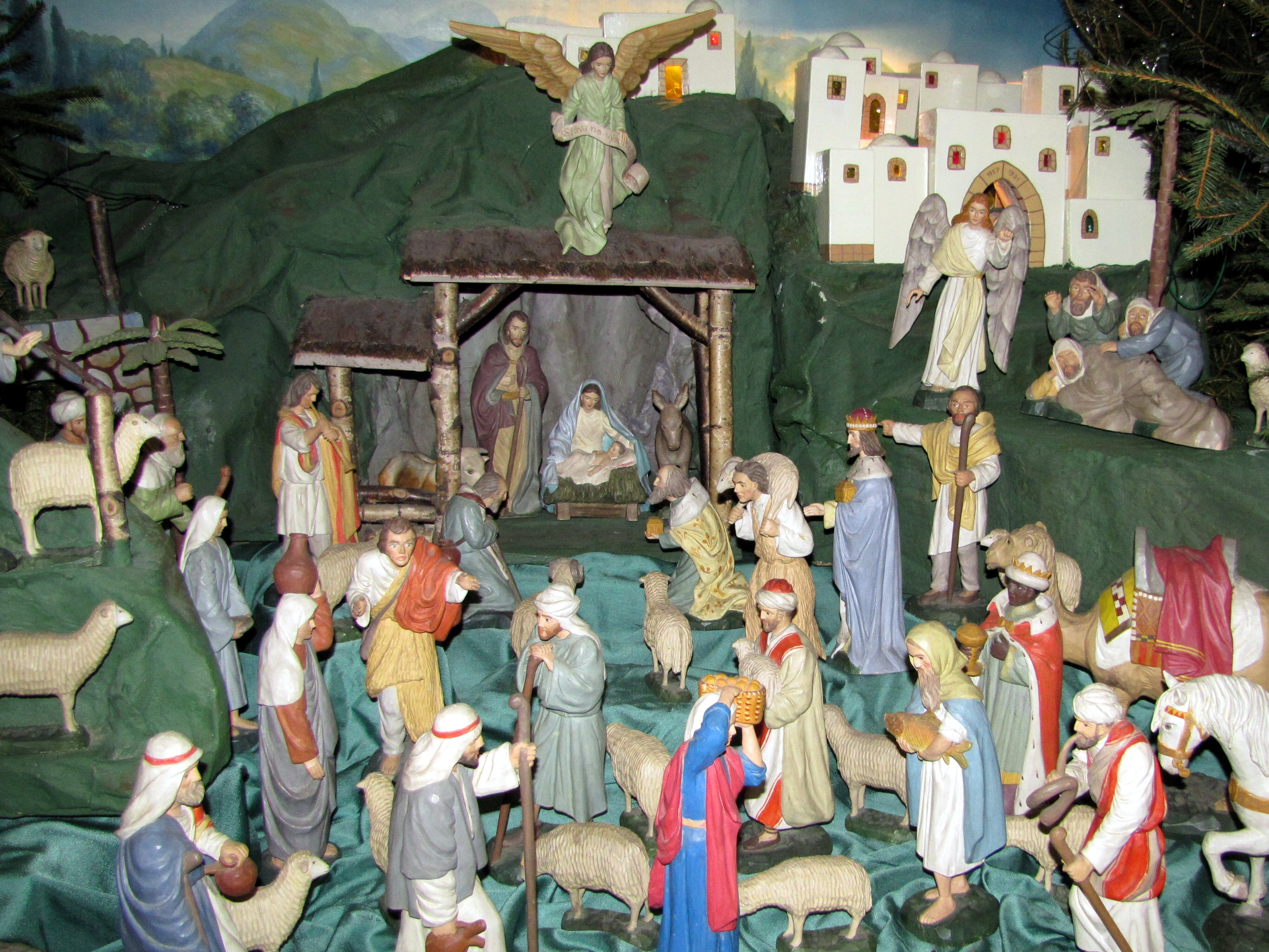
Vánoční jesličky